# Jan Tříska

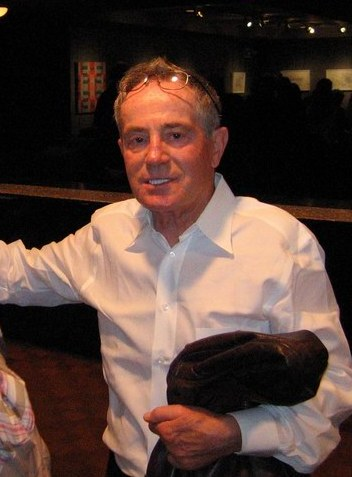
Jan Tříska.

Jan Tříska, född 4 november 1936 i Prag, Tjeckoslovakien, död 25 september 2017 i Prag, Tjeckien, var en tjeckisk skådespelare.
Han var utbilad vid Scenkonstakademin i Prag och började medverka i tjeckoslovakisk film på 1950-talets slut. Efter att ha undertecknat Charta 77 emigrerade han till USA 1977, och kom därefter fram till Sammetsrevolutionen att medverka i Hollywoodfilmer. Han återvände sedan till hemlandet där han bland annat gjorde huvudrollen i den Oscar-nominerade Älskade magister 1991.

## Filmografi, urval
- 1965 – Das Haus in der Karpfengasse
- 1976 – Sommarstället
- 1981 – Ragtime
- 1981 – Reds
- 1984 – 2010
- 1991 – Älskade magister
- 1996 – Larry Flynt – skandalernas man
- 1998 – Ronin
- 2003 – Zelary